# 奧提略·烏拉特·布蘭科
奧提略·烏拉特·布蘭科（西班牙語：Otilio Ulate Blanco，1891年8月25日—1973年10月10日）是哥斯大黎加政治人物。他在1948年的總統選舉勝出，但選舉結果被國會撤銷，引發哥斯大黎加內戰。內戰後烏拉特於1949年就職。